# Ludwig Mecklinger

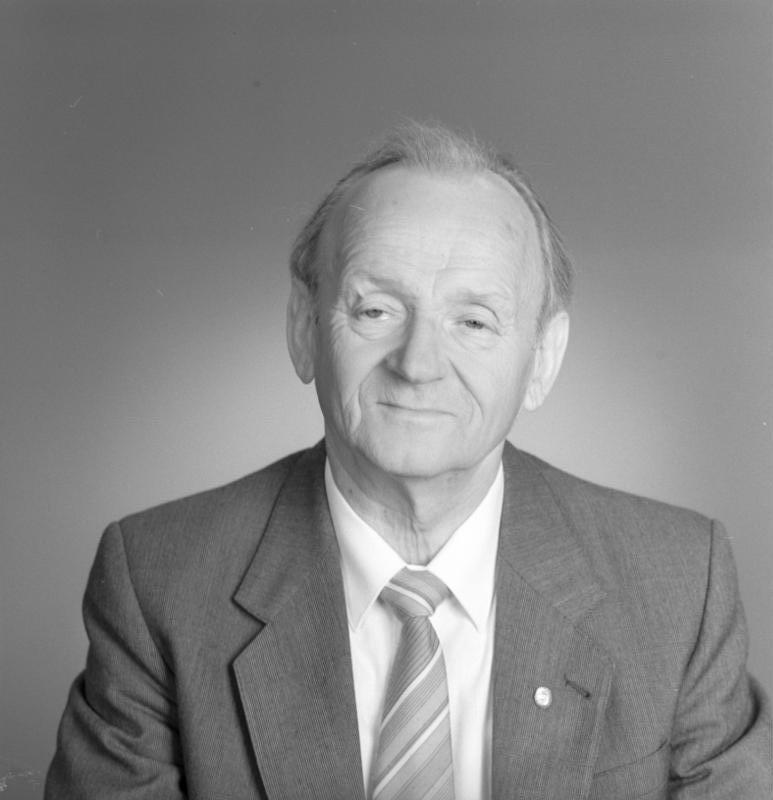
Ludwig Mecklinger, 1986

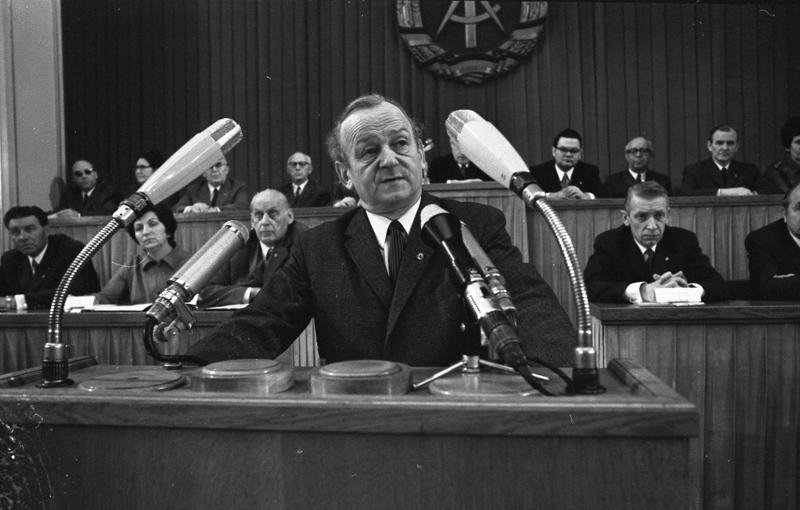
Ludwig Mecklinger bei einer Rede in der Volkskammer im März 1972

Ludwig Mecklinger (* 14. November 1919 in Buchdorf; † 22. Juni 1994 in Berlin) war Minister für Gesundheitswesen der DDR.
Mecklinger absolvierte das Gymnasium in Eichstätt. Er studierte von 1939 bis 1944 Medizin in Leipzig, Hamburg und Berlin. 1944 wurde er zur Wehrmacht eingezogen und war später in US-amerikanischer Kriegsgefangenschaft im Lager Traunstein.
Von 1945 bis 1947 war er in der Provinzialverwaltung von Sachsen-Anhalt zuständig für Seuchenbekämpfung, 1947/48 Mitarbeiter des Landesgesundheitsamtes und von 1948 bis 1952 Minister für Arbeit und Gesundheit des Landes Sachsen-Anhalt.
Von 1949 bis 1954 absolvierte Mecklinger ein Jurastudium an der Deutschen Akademie für Staats- und Rechtswissenschaft in Potsdam. Von 1952 bis 1954 war er stellvertretender Vorsitzender des Zentralausschusses des DRK der DDR, bis 1957 stellvertretender Chef des medizinischen Dienstes der Kasernierten Volkspolizei bzw. der Nationalen Volksarmee und bis 1964 Leiter der militärmedizinischen Sektion an der Ernst-Moritz-Arndt-Universität Greifswald.

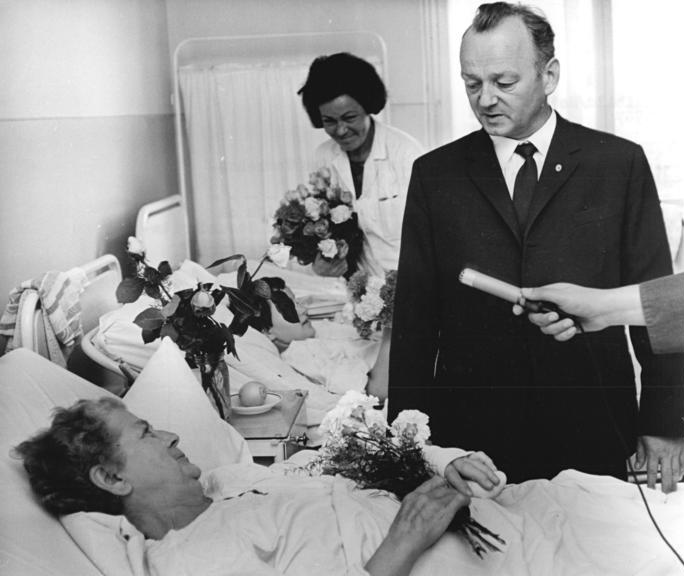
Mecklinger bei den Verletzten des Eisenbahnunglücks in Langenweddingen

1964 wurde Mecklinger Professor mit Lehrauftrag und Prorektor für Militärmedizin sowie stellvertretender Minister für Gesundheitswesen, 1969 Staatssekretär und erster stellvertretender Minister. 1971 wurde er Nachfolger von Max Sefrin als Gesundheitsminister. In seiner Amtszeit bis 1989 fiel die Neufassung des DDR-Rechts zum Schwangerschaftsabbruch mit der Verabschiedung des Gesetzes über die Unterbrechung der Schwangerschaft im März 1972. Zudem wurde eine Zusammenarbeit mit westdeutschen Pharmafirmen vereinbart, bei der an DDR-Patienten Wirkstoffe getestet wurden.
Von 1981 bis 1990 war er Abgeordneter der Volkskammer und von 1986 bis 1989 Mitglied des Zentralkomitees der SED.
Mecklinger wurde 1959 als Verdienter Arzt des Volkes ausgezeichnet, 1972 mit dem Vaterländischen Verdienstorden in Gold und 1979 mit der Ehrenspange zu diesem Orden.